# Thomisinae
Thomisinae — підродина павуків родини Павуки-краби (Thomisidae). Підродина зустрічається на всіх материках.

## Систематика
Підродина містить близько 70 родів, що об'єднані до 14 триб.
- Camaricini

1. Camaricus Thorell, 1887 - Індія, Африка, Нова Каледонія, Філіппіни, Суматра, Китай, В’єтнам, Ефіопія
2. Cynathea Simon, 1895 - Африка, Габон, Ангола

- Coriarachnini

1. Coriarachne Thorell, 1870 - Палеарктика, США, Канада, Аляска, В’єтнам
2. Firmicus Simon, 1895 - Африка, Іспанія, Франція, Ізраїль, В’єтнам, Сейшельські острови
3. Tharpyna L. Koch, 1874 - Австралія, Індія, Ява

- Cymbachini

1. Cymbacha L. Koch, 1874 - Австралія, Нова Гвінея, Тасманія, Шрі-Ланка

- Diaeini

1. Bassaniana Strand, 1928 -Острів Святої Єлени
2. Cozyptila Lehtinen & Marusik, 2005 - Туреччина, Центральна Азія, Україна, Росія
3. Cymbachina Bryant, 1933 - Нова Зеландія
4. Demogenes Simon, 1895 - Нова Гвінея, Андаманські острови
5. Diaea Thorell, 1869 - Палеарктика, Ява, Суматра, Африка, Австралія, Полінезія, Колумбія, Нова Гвінея, США, Мадагаскар, Сулавесі, Ємен
6. Dimizonops Pocock, 1903 - Сокотра
7. Heriaesynaema Caporiacco, 1939 - Ефіопія
8. Indoxysticus Benjamin & Jaleel, 2010 - Індія

1. Mecaphesa Simon, 1900 - Центральна та Південна Америка, Гаваї, Галапагоські острови, Острови Хуан-Фернандез
2. Metadiaea Mello-Leitão, 1929 - Бразилія
3. Narcaeus Thorell, 1890 - Ява
4. Ocyllus Thorell, 1887 - М’янма
5. Ozyptila Simon, 1864 - Голарктика
6. Parasynema F. O. P.-Cambridge, 1900 - Мексика
7. Phireza Simon, 1886 - Бразилія
8. Physoplatys Simon, 1895 - Парагвай
9. Pyresthesis Butler, 1879 - Гаяна, Мадагаскар
10. Saccodomus Rainbow, 1900 - Австралія
11. Synaemops Mello-Leitão, 1929 - Бразилія, Аргентина
12. Synema Simon, 1864 - Космополіт
13. Takachihoa Ono, 1985 - Китай, Корея, Тайвань, Японія
14. Xysticus C.L.Koch, 1835 - Голарктика, Ефіопія, Австралія, Африка

- Heriaecini

1. Herbessus Simon, 1903 - Мадагаскар
2. Heriaeus Simon, 1875 - Палеарктика, Африка
3. Wechselia Dahl, 1907 - Аргентина
4. Zygometis Simon, 1901 - Таїланд Австралія, острів Лорд-Хоу

- Misumenini

1. Cyriogonus Simon, 1886 - Мадагаскар
2. Loxoporetes Kulczyński, 1911 - Нова Гвінея, Австралія
3. Massuria Thorell, 1887 - Індія, Китай, М’янма, Японія
4. Misumena Latreille, 1804 - Голарктика, Бразилія, Перу, Куба, Мексика, Ява, Кенія, Ангола, Французька Гвіана, Нова Гвінея, В’єтнам, Філіппіни, Аргентина
5. Misumenoides F. O. P.-Cambridge, 1900 - Центральна та Південна Америка, Індія
6. Misumenops F. O. P.-Cambridge, 1900 - Центральна та Південна Америка, Африка, Китай, Узбекистан, Кабо-Верде, Борнео, Філіппіни, Центральна Азія
7. Pistius Simon, 1875 - Палеарктика, Індія
8. Plancinus Simon, 1886 - Уругвай
9. Runcinia Simon, 1875 - Палеарктика, Африка, Індія, Пакистан, Тимор, Бангладеш, М’янма, Ява, Південна Африка, Нова Гвінея, Австралія, Парагвай
10. Soelteria Dahl, 1907 - Мадагаскар
11. Thomisus Walckenaer, 1805 - Космополіт

- Pagidini

1. Pactactes Simon, 1895 -
2. Pagida Simon, 1895 - Шрі-Ланка, Суматра

- Platyarachnini

1. Deltoclita Simon, 1887 - Бразилія, Перу
2. Philogaeus Simon, 1895 - Бразилія, Чилі
3. Platyarachne Keyserling, 1880 - Аргентина, Бразилія, Перу, Французька Гвіана

- Platythomisini

1. Platythomisus Doleschall, 1859 - Африка, Ява, Суматра, Індія
2. Poecilothomisus Simon, 1895 - Австралія

- Porrhopini

1. Porropis L. Koch, 1876 - Австралія, Нова Гвінея, Ангола

- Smodicinini

1. Indosmodicinus Sen, Saha & Raychaudhuri, 2010 - Китай, Індія
2. Parasmodix Jézéquel, 1966 - Кот-Д’Івуар
3. Smodicinodes Ono, 1993 - Китай, Таїланд, Малайзія
4. Smodicinus Simon, 1895 - Африка

- Talaini

1. Lysiteles Simon, 1895 - Китай, Росія, Корея, Японія, Індія, Непал, Бутан, Тайвань, Філіппіни, Пакистан
2. Spilosynema Tang & Li, 2010 - Китай
3. Talaus Simon, 1886 - Китай, М’янма, Шрі-Ланка, Індія, Суматра, Бутан, В’єтнам, Ява

- Tmarini

1. Acentroscelus Simon, 1886 - Бразилія, Перу, Аргентина, Гаяна, Французька Гвіана
2. Acrotmarus Tang & Li, 2012 - Китай
3. Gnoerichia Dahl, 1907 - Камерун
4. Haplotmarus Simon, 1909 - В’єтнам
5. Latifrons Kulczyski, 1911 - Нова Гвінея
6. Monaeses Thorell, 1869 - Африка, Філіппіни, Японія, Непал, Шрі-Ланка, М’янма, Китай, Grecia, Туреччина, Ізраїль, Європа
7. Pherecydes O. P.-Cambridge, 1883 - Африка, Туніс
8. Philodamia Thorell, 1894 - Сінгапур, Китай, М’янма, Бутан
9. Titidiops Mello-Leitão, 1929 - Бразилія
10. Titidius Simon, 1895 - Бразилія, Колумбія, Гаяна, Венесуела, Суринам
11. Tmarus Simon, 1875 - Америка, Африка, Палеарктика, Індія, Філіппіни, Ява

- Uraarachnini

1. Uraarachne Keyserling, 1880 - Бразилія, Французька Гвіана

- incertae sedis

1. Bonapruncinia Simon, 1886 - Бразилія, Перу, Аргентина, Гаяна, Французька Гвіана